# Абу Суфьян ибн Харб
Абу́ Суфья́н Сахр ибн Харб аль-Умави, известный как Абу́ Суфья́н (араб. أبو سفيان‎;
565, Мекка — 650, Медина) — правитель Мекки (622—630). Был одним из самых непримиримых врагов пророка Мухаммеда. Принял ислам после завоевания мусульманами Мекки. Его сын Муавия стал первым халифом династии Омейядов.

## Биография
Родился в Мекке, приблизительно за 56 лет до хиджры (ок. 565 г.). Происходил из богатой и влиятельной семьи мекканского клана «Бану́ умайя́» (Омейядов). С целью торговли часто ездил с караванами в Сирию. Был одним из немногих грамотных людей Мекки, умевших читать и писать.
Абу Суфьян длительное время был политическим лидером курайшитов и противником мусульман. Однако, сам факт личных пыток мусульман Абу-Суфьяном в историографии отсутствуют.
Во 2-м году после переселения мусульман в Медину большой торговый караван, возглавляемый Абу Суфьяном, возвращался из Сирии в Мекку. Узнав об этом, Мухаммад приказал захватить его. Однако Абу Суфьян узнал о намерениях мусульман и поменял маршрут. Мекканцы сумели избежать столкновения и благополучно вернулись в Мекку. После возвращения Абу Суфьяна курайшиты снарядили армию из 1000 человек и выступили против Медины. В ответ мусульмане собрали отряд из приблизительно трёхсот человек, который встретил мекканцев у колодцев Бадр. В битве при Бадре армия курайшитов была разгромлена.
После смерти Абу Джахля в битве при Бадре руководство Меккой перешло к Абу Суфьяну. Он сумел подготовить достаточно сильную армию, которая в 3-м году хиджры выступила против мусульман и сумела нанести им поражение в битве при Ухуде. В этой битве был убит Хамза и другие известные сподвижники пророка Мухаммада.
После битвы при Ухуде Абу Суфьян возглавлял мекканцев в течение 5 лет вплоть до завоевания города мусульманами.
Абу Суфьян лично возглавлял армии курайшитов в битве у рва и других сражениях. В 8-м году хиджры курайшиты нарушили Худайбийский мирный договор, что стало поводом к наступлению десятитысячной мусульманской армии на Мекку. Абу Суфьян прибыл в Медину и безуспешно пытался договориться с пророком Мухаммадом о возобновлении действий мирного договора. Накануне завоевания Мекки мусульманами Абу Суфьян прибыл в лагерь мусульман, связался с Аббасом ибн Абд аль-Мутталибом и пришёл вместе с ним к пророку Мухаммаду. Там Абу Суфьян объявил о принятии ислама и обговорил условия сдачи Мекки. Пророк Мухаммад обещал защиту всем мекканцам, которые не будут сопротивляться мусульманским войскам. После этого мусульмане без кровопролития взяли Мекку. Войдя в Каабу, пророк Мухаммад разрушил всех идолов, которые там находились, и объявил о помиловании всех своих врагов.
После принятия ислама Абу Суфьян сражался вместе с мусульманами в битве при Хунайне, участвовал в осаде Таифа. Затем пророк Мухаммад послал его в качестве наместника в Наджран.
При халифах Абу Бакре и Умаре Абу Суфьян занимал государственные посты.
В возрасте 70 лет он находился в составе армии мусульман, сражавшейся против Византии в Сирии. Его сын Язид командовал отрядами в битве при Ярмуке. В этом сражении участвовал и Абу Суфьян. Другой его сын Муавия стал основателем династии Омейядов, которая на протяжении почти 100 лет управляла Халифатом.
Абу Суфьян умер в возрасте около 91 года в Медине.